# Temasek Holdings
Temasek Holdings Private Limited (abbreviata Temasek) è una società d'investimenti di proprietà del governo di Singapore.
Fondata nel 1974, Temasek gestisce 671 miliardi di dollari singaporiani, oltre 496 miliardi di dollari statunitensi in asset under management al 31 dicembre 2022. Temasek ha un portafoglio netto di 287 miliardi dollari statunitensi (403 miliardi singaporiani) a partire dal 2022, con 37 miliardi dollari singaporiani disinvestiti e 61 miliardi dollari singaporiani investiti durante l'anno.
Valutata con un rating "AAA/Aaa" da Standard & Poor's, è comunemente indicato come fondo sovrano, ma la società preferisce essere considerata come società di investimenti che ha un consiglio d'amministrazione, paga le tasse e distribuisce dividendi al suo azionista (il governo di Singapore).

## Storia

### Gli inizi
Al momento dell'indipendenza di Singapore nell'agosto 1965, il governo di Singapore aveva proprietà o comproprietà in varie società locali, come Malaysia-Singapore Airlines (in seguito divise in Malaysia Airlines e Singapore Airlines) e Singapore Telephone Board (che divenne Singapore Telecomunicazioni). Durante i primi dieci anni dopo l'indipendenza, il governo acquisì o fondò diverse società come la Keppel Corporation (originariamente Keppel Shipyard, rilevata dalla Royal Navy dopo il ritiro militare britannico da Singapore), ST Engineering (originariamente un costruttore di armi istituito per rifornire le forze armate di Singapore), la compagnia di navigazione Neptune Orient Lines.
Nel 1974 Temasek fu incorporato sotto il Singapore Companies Act per detenere e gestire le attività precedentemente possedute direttamente dal governo di Singapore. L'obiettivo era che Temasek controllasse e gestisse tali investimenti su base commerciale, consentendo al Ministero delle finanze e al Ministero del commercio e dell'industria di concentrarsi sul processo decisionale. La missione assegnata a Temasek era di contribuire allo sviluppo economico, all'industrializzazione e alla diversificazione finanziaria di Singapore.
Il portafoglio iniziale di Temasek, pari a 354 milioni di S $, comprendeva azioni di società, start-up e joint venture precedentemente detenute dal governo di Singapore. Le società comprendevano lo zoo di Singapore, un albergo, un produttore di scarpe, un produttore di detergenti, cantieri navali convertiti in impresa di riparazioni navali, una compagnia aerea di start-up e una società siderurgica. Da allora sono ancora all'interno del portafoglio Temasek: Development Bank of Singapore Ltd (ora parte di DBS Group Holdings), Jurong Bird Park (ora parte di Wildlife Reserves Singapore), Singapore Airport Duty-Free Emporium Pte Ltd (ora di proprietà congiunta di Singapore Airlines Limited e SATS Ltd.).

## Investimenti

### Anni 2000
L'acquisizione da parte di Temasek nel 2006 della Shin Corporation, di proprietà della famiglia dell'allora primo ministro thailandese Thaksin Shinawatra, è stata particolarmente controversa, con i manifestanti che hanno bruciato le effigi di Lee e Ho per le strade di Bangkok. L'accordo è stato un fattore nell'esacerbare la crisi politica thailandese, che alla fine ha portato alla caduta di Thaksin e a una revisione della legalità della transazione. La giunta militare che ha rovesciato Thaksin ha poi cercato senza successo di costringere Temasek a cedere gran parte del suo investimento in Shin Corp. A partire dal 2015, la partecipazione di Temasek in Intouch Corporation (come è stata rinominata Shin Corporation) si era ridotta al 42%. Nel 2016, Temasek ha venduto un'ulteriore quota del 21% in Intouch Holdings, il conglomerato di telecomunicazioni thailandese precedentemente noto come Shin Corp.

### Anni 2010
A partire dal 2015, Temasek ha iniziato a fare grandi investimenti in aziende legate all'agricoltura. Nel giugno 2018, Temasek ha investito 340 milioni di dollari in una partecipazione di minoranza in UST Global, una società di servizi di tecnologia digitale. Nel febbraio 2019, Temasek ha investito in Zilingo. Nel marzo 2019 ha acquistato il 30% delle azioni di Haldor Topsoe. La società di investimento è stata selezionata in riconoscimento del valore che avrebbe aggiunto attraverso le sue profonde intuizioni e connessioni nella crescita asiatica e in altri mercati emergenti, secondo la società di ingegneria danese. Il prezzo della transazione non è stato reso noto.